# Élections législatives de 1997 dans les Hautes-Alpes
Les élections législatives françaises de 1997 se déroulent le 25 mai et le 1er juin 1997. Dans le département des Hautes-Alpes, deux  députés sont à élire dans le cadre de deux circonscriptions.

## Élus
| Circonscription | Député sortant     | Parti | Parti | Député élu ou réélu | Parti | Parti |
| --------------- | ------------------ | ----- | ----- | ------------------- | ----- | ----- |
| 1re             | Henriette Martinez |       | RPR   | Daniel Chevallier   |       | PS    |
| 2e              | Patrick Ollier     |       | RPR   | Patrick Ollier      |       | RPR   |

## Résultats

### Résultats à l'échelle du département
| Parti          | Parti                               | Premier tour | Premier tour | Second tour | Second tour | Sièges |
| Parti          | Parti                               | Voix         | %            | Voix        | %           | Sièges |
| -------------- | ----------------------------------- | ------------ | ------------ | ----------- | ----------- | ------ |
|                | Parti socialiste                    | 15 438       | 27,13        | 30 872      | 50,28       | 1      |
|                | Parti communiste français           | 5 228        | 9,19         |             |             | 0      |
|                | Parti radical de gauche             | 3 947        | 6,94         | 0           |             |        |
|                | Europe Écologie Les Verts           | 2 909        | 5,11         | 0           |             |        |
|                | Gauche plurielle                    | 27 522       | 48,36        | 30 872      | 50,28       | 1      |
|                |                                     |              |              |             |             |        |
|                | Rassemblement pour la République    | 19 240       | 33,81        | 30 532      | 49,72       | 1      |
|                | La Droite indépendante              | 1 576        | 2,77         |             |             | 0      |
|                | Droite parlementaire                | 20 816       | 36,58        | 30 532      | 49,72       | 1      |
|                |                                     |              |              |             |             |        |
|                | Front national                      | 6 801        | 11,95        |             |             | 0      |
|                | Divers écologiste dont LT-LNÉ et GÉ | 1 634        | 2,87         | 0           |             |        |
|                | Divers dont PLN                     | 137          | 0,24         | 0           |             |        |
|                |                                     |              |              |             |             |        |
| Inscrits       | Inscrits                            | 87 664       | 100,00       | 87 652      | 100,00      | 2      |
| Abstentions    | Abstentions                         | 27 342       | 31,19        | 22 126      | 25,24       |        |
| Votants        | Votants                             | 60 322       | 68,81        | 65 526      | 74,76       |        |
| Blancs et nuls | Blancs et nuls                      | 3 412        | 5,66         | 4 122       | 6,29        |        |
| Exprimés       | Exprimés                            | 56 910       | 94,34        | 61 404      | 93,71       |        |

### Résultats par circonscription

#### Première circonscription (Gap)
| Candidat       | Candidat                    | Parti          | Premier tour | Premier tour | Second tour | Second tour |  |
| Candidat       | Candidat                    | Parti          | Voix         | %            | Voix        | %           |  |
| -------------- | --------------------------- | -------------- | ------------ | ------------ | ----------- | ----------- |  |
|                | Henriette Martinez sortante | RPR            | 11 027       | 34,11        | 17 094      | 48,74       |  |
|                | Daniel Chevallier élu       | PS             | 10 230       | 31,65        | 17 976      | 51,26       |  |
|                | Michel Mattei               | FN             | 3 907        | 12,09        |             |             |  |
|                | Florence Vercueil           | PCF            | 3 342        | 10,34        |             |             |  |
|                | Patrick Marsauche           | Les Verts      | 1 703        | 7,61         |             |             |  |
|                | Claude Arnaud               | LDI (MPF)      | 935          | 2,89         |             |             |  |
|                | Lina Chelli                 | GÉ             | 562          | 1,74         |             |             |  |
|                | Corinne Leo                 | LT-LNÉ         | 484          | 1,5          |             |             |  |
|                | Daniel Masse                | PLN            | 137          | 0,42         |             |             |  |
|                |                             |                |              |              |             |             |  |
| Inscrits       | Inscrits                    | Inscrits       | 48 952       | 100,00       | 48 951      | 100,00      |  |
| Abstentions    | Abstentions                 | Abstentions    | 14 656       | 29,94        | 11 593      | 23,68       |  |
| Votants        | Votants                     | Votants        | 34 296       | 70,06        | 37 358      | 76,32       |  |
| Blancs et nuls | Blancs et nuls              | Blancs et nuls | 1 969        | 5,74         | 2 288       | 6,12        |  |
| Exprimés       | Exprimés                    | Exprimés       | 32 327       | 94,26        | 35 070      | 93,88       |  |

#### Deuxième circonscription (Briançon)
| Candidat       | Candidat                     | Parti          | Premier tour | Premier tour | Second tour | Second tour |  |
| Candidat       | Candidat                     | Parti          | Voix         | %            | Voix        | %           |  |
| -------------- | ---------------------------- | -------------- | ------------ | ------------ | ----------- | ----------- |  |
|                | Patrick Ollier sortant réélu | RPR            | 8 213        | 33,41        | 13 438      | 51,03       |  |
|                | Alain Musson                 | PS             | 5 208        | 21,19        | 12 896      | 48,97       |  |
|                | Joël Giraud                  | PRS            | 3 947        | 16,06        |             |             |  |
|                | Vanessa Bickers-Garcia       | FN             | 2 894        | 11,77        |             |             |  |
|                | Antoine Guardabascio         | PCF            | 1 886        | 7,67         |             |             |  |
|                | Hervé Gasdon                 | Les Verts      | 1 206        | 4,91         |             |             |  |
|                | Jean-Luc Pierre              | LDI (MPF)      | 641          | 2,61         |             |             |  |
|                | Jacques Marcelli             | GÉ             | 345          | 1,4          |             |             |  |
|                | Gérald Tanniou               | LT-LNÉ         | 243          | 0,99         |             |             |  |
|                |                              |                |              |              |             |             |  |
| Inscrits       | Inscrits                     | Inscrits       | 38 712       | 100,00       | 38 701      | 100,00      |  |
| Abstentions    | Abstentions                  | Abstentions    | 12 686       | 32,77        | 10 533      | 27,22       |  |
| Votants        | Votants                      | Votants        | 26 026       | 67,23        | 28 168      | 72,78       |  |
| Blancs et nuls | Blancs et nuls               | Blancs et nuls | 1 443        | 5,54         | 1 834       | 6,51        |  |
| Exprimés       | Exprimés                     | Exprimés       | 24 583       | 94,46        | 26 334      | 93,49       |  |